# Rhipsalis floccosa subsp. hohenauensis
A Rhipsalis floccosa subsp. hohenauensis egy epifita kaktusz, az alapfaj törzsalakját délnyugati irányban helyettesítő alak.

## Jellemzői
Elterjedése: Kelet-Paraguay, Argentína: Misiones állam, Dél-Brazília. Epifita alacsony tengerszint feletti magasságon. Nagyon hasonlít a ssp. pulvinigera alfajhoz, de aranysárga virágbimbói vannak, ami a Rhipsalis dissimilis f. epiphyllanthoides-től is elkülöníti. Termése fehér bogyó.